# Прудовые цапли
Прудовые цапли, или жёлтые цапли (лат. Ardeola) — род птиц семейства цаплевых. Объединяет 6 видов небольшого размера цапель, внешне похожих на выпей. Характерные признаки — коренастое сложение, короткая шея, относительно короткие ноги и небольшой, широкий в основании клюв. Окраска оперения может включать в себя белые, рыжевато-жёлтые, каштановые и винно-красные тона. У пяти из шести видов брюхо белое, и лишь у южноафриканского Ardeola rufiventris оно красновато-рыжее, ржавого цвета. В период размножения у большинства видов появляются украшающие рассученные перья, в том числе хохолок из длинных лентовидных перьев контрастной окраски.
Распространены в Старом Свете, главным образом, в тропиках и субтропиках Африки и Азии, но отсутствуют в Новой Гвинее и Австралии. В Палеарктике представлены два вида: жёлтая и белокрылая цапли. Первая из них по большей части обитает на африканском континенте, но также фрагментарно гнездится в южной Европе и западной Азии, в том числе на юге Европейской части России. Область распространения белокрылой цапли почти полностью находится в границах Китайской Народной Республики, откуда она иногда залетает на Дальний Восток. Места обитания прудовых цапель — разнообразные пресноводные водоёмы, в том числе небольшого размера (отсюда название). Питаются беспозвоночными, мелкой рыбой, ракообразными и земноводными.
Согласно молекулярному исследованию, проведённому сотрудниками Йельского университета в 1987 году, ближайшими родственными группами прудовых цапель являются собственно цапли (Ardea) и, возможно, зелёные кваквы (Butorides). В ранних русскоязычных источниках практиковалось название «косматые цапли».

## Виды
Международный союз орнитологов относит к роду  видов:
- Индийская жёлтая цапля (Ardeola grayii)
- Жёлтая цапля (Ardeola ralloides)
- Белокрылая цапля (Ardeola bacchus)
- Малайская жёлтая цапля (Ardeola speciosa)
- Мадагаскарская жёлтая цапля (Ardeola idae)
- Ardeola rufiventris